# Universitat de Siena
La Universitat de Siena (en italià Università degli Studi di Siena, UNISI) és una universitat situada a Siena (Itàlia). Fou fundada l'any 1240 i està organitzada en 9 facultats, :
- Facultat d'Economia
- Facultat d'Enginyeria
- Facultat de Ciències físiques, Naturals i Matemàtiques
- Facultat de Ciències polítiques
- Facultat de Dret
- Facultat de Farmàcia
- Facultat d'Humanitats
- Facultat de Medicina
- Facultat de Musicologia

## Història
La Universitat de Siena és una de les més antigues d'Europa. Fou fundada l'any 1240.